# Carreteras mojadas
«Carreteras mojadas» es una canción compuesta y escrita por el cantautor peruano Christian Meier, lanzado como cuarto sencillo del álbum, No me acuerdo quien fui, publicado en 1996; convirtiéndose en un tema clásico en toda su carrera musical.

## Historia
En una entrevista hecha por el diario peruano, El Comercio, el artista contó el significado de su exitosa canción, revelando de cómo se sentía en ese entonces:

«“Cuando tenía esa edad, todas las noches le pedía el auto prestado a mis padres para manejar sin rumbo durante un rato, mientras pensaba cómo podía tener una carrera como individuo, en solitario y tan –o más– exitosa como la que tenía como parte del grupo. Manejar durante esas noches era para mí como una burbuja. Los dos mil cigarros y las mil cervezas en la cabeza se referían a los obstáculos que podía encontrar en el camino de la realización personal”»

También contó que unos meses antes de lanzar su primer álbum discográfico, el cantante Julio Iglesias publicó un disco llamado "La carretera", y el sencillo del mismo nombre, también mencionaba algo sobre la lluvia y una carretera mojada.

«“Quedé pasmado. No podían haber plagiado mi canción porque el único que la tenía era yo”»
, asegura.

Incluso evaluó no considerar la canción en su primer disco.